# Marc Desgrandchamps
Marc Desgrandchamps, né le 31 janvier 1960 à Sallanches, est un peintre et graveur français .
Après avoir effectué ses études à l'École des beaux-arts de Paris de 1978 à 1981, il vit et travaille à Lyon.

## Œuvre
Peintre de la transparence, de l'évanescence, des « fantômes liquides » : ces qualificatifs reviennent souvent chez les critiques d'art qui reconnaissent en lui un peintre à la démarche particulièrement inventive et spectaculaire.
Desgrandchamps peint des figures laissant voir à travers elles que le minéral, les arbres, les autres, les objets continuent à exister. Sa peinture faite de jus très liquides crée des coulures, qu'il dit ne plus voir, mais qui participent à l'impression d'un monde à la fois très vivant et au bord de la disparition.
« Son œuvre ne s’inscrit dans aucun mouvement, ni aucune des catégories habituelles. Elle peut être dite « figurative », à cette nuance près que la figuration y est constamment déstabilisée et, en un sens, niée. Si un monde est représenté, c’est un monde mental. »

## Expositions individuelles et collectives (sélection)
Marc Desgrandchamps a participé à de nombreuses expositions. Deux rétrospectives lui ont été consacrées ces dernières années dans de grandes institutions françaises. 
- 2006 : Centre Pompidou[4]
- 2011 : Musée d'art moderne de la ville de Paris[5],[6]

Il a été représenté pendant 20 ans (1995-2015) par la galerie Zürcher. Il a rejoint la Galerie Lelong en janvier 2016.
Depuis 2010, son travail est documenté sur le Réseau documents d'artistes.
En 2011, dans le cadre d'une commande publique, il a réalisé pour la Chalcographie du Louvre une gravure à l'eau-forte intitulée Mnémosyne pop.

### Années 1980
- 1985 : Vincent Corpet, Marc Desgrandchamps, Pierre Moignard, commissaire d'exposition Fabrice Hergott[9], Maison de la culture[10] et de la communication (MCC), Saint-Étienne
- 1987 : Vincent Corpet, Marc Desgrandchamps, Pierre Moignard, commissaire d'exposition Fabrice Hergott, galeries contemporaines du Musée national d'art moderne, Centre Georges Pompidou, Paris

### Années 1990
- 1995 : « Marc Desgrandchamps », première[11] exposition personnelle à la galerie Zürcher, Paris

### Années 2000
- 2000 et 2001 : galerie Zürcher, Paris
- 2002 : 
  - « Marc Desgrandchamps. Les délaissements », galerie Charlotte Moser, Genève
  - « Marc Desgrandchamps », Fondation du château de Jau, Cases de Pène
  - « Récits », Abbaye Saint-André, centre d’Art contemporain, Meymac
- 2003 : 
  - L’Entrée, Le Bon Marché Rive Gauche, Paris
  - « Vis-à-vis », Agathe May, Marc Desgrandchamps, école supérieure d'arts, Lorient
  - Vincent Corpet, Marc Desgrandchamps, Stéphane Pencréac'h, Djamel Tatah, galerie Metropolis[12], Lyon
  - « Voir en peinture », le Plateau, Frac d'Île-de-France, Paris
  - Damien Cabanes, Marc Desgrandchamps, Sylvie Fajfrowska, Sylvie Fanchon, Didier Mencoboni, Abbaye Saint-André, centre d’Art contemporain, Meymac
  - « De mémoires », Le Fresnoy, studio national des Arts contemporains, Tourcoing
- 2004 : 
  - « Marc Desgrandchamps », Musée de l’Abbaye Sainte-Croix, Les Sables-d’Olonne
  - « Marc Desgrandchamps », Musée d’Art moderne et contemporain, Project Room, Strasbourg
  - « Marc Desgrandchamps », musée d’Art contemporain, Lyon
  - « Marc Desgrandchamps », Chapelle Saint-Jacques, Saint-Gaudens
  - « Marc Desgrandchamps. On achève bien les chevaux », Galerie Metropolis, Lyon
  - « Étrangement proche / Seltsam Vertraut », Saarland Museum, Sarrebruck (Allemagne)
- 2005 : 
  - « Stand der Dinge », Kunstmuseum, Bonn
  - « Marc Desgrandchamps », Galerie Zürcher, Paris
  - « […] Et le canard était toujours vivant », Abbaye Saint-André, centre d’Art contemporain, Meymac
  - « My Favorite Things », musée d’Art contemporain, Lyon
  - « Ombres et lumières, quatre siècles de peinture française », Mücsarnok-Kuntsthalle, Budapest (Hongrie) – Château royal, Varsovie (Pologne) – musée des Beaux-Arts, Bucarest (Roumanie)
  - « Singuliers », musée des Beaux-Arts de Canton (Chine)
- 2006 :
- « Marc Desgrandchamps », Espace 315, musée national d’Art moderne – Centre Pompidou, Paris
- « La force de l’art 1 », Grand Palais, Paris
- « Peintures/Malerei », Martin-Gropius-Bau, Berlin
- 2007 : 
  - JMH Show Room, Galerie Zürcher, New York
  - « Marc Desgrandchamps. “Un état des choses” », le Creux de l’enfer, Thiers
  - « Marc Desgrandchamps : gouaches 2001-2006 », musée Baron Martin, Gray
  - « De leur temps, collections privées françaises », musée de Grenoble
  - « Propos d’Europe VI : hommage à Jean Guyot », Fondation Hippocrène, Paris
- 2008 :
- « Marc Desgrandchamps », Galerie Zürcher, Paris
- « 5/5 : Loud and Clear. Vincent Corpet, Marc Desgrandchamps, Frédérique Loutz, Stéphane Pencréac’h, Djamel Tatah », Atelier Michael Woolworth, librairie Saint-Hubert, Bruxelles
- 2009 : 
  - « Marc Desgrandchamps », Zürcher Studio, New York
  - « Détournement réciproque », avec Basserode, espace François-Auguste Ducros, Grignan
  - « Alchimie du papier », Atelier Michael Woolworth, galerie Françoise Besson, Lyon

### Années 2010
- 2010 : 
  - « Translucide[13], Marc Desgrandchamps, Ru Xiaofan », Today Art Museum, Pékin
  - « Fragments d’un modernisme aléatoire[14] », Galerie Zürcher, Paris
  - « Marc Desgrandchamps – Œuvres récentes », Galerie Pictura, Cesson-Sévigné
  - « La Terrasse et Le Miroir », Atelier Michael Woolworth, Paris
  - « Histoires », Centre d’art contemporain – Ateliers de l’imprimé, Châtellerault
  - « Dynasto », avec Gaëlle Foray et Jean-Xavier Renaud, château de Champdor
  - « Jouvences », une proposition de Pierre Sterckx, château d’Ardelay, Les Herbiers
  - « Le corps image au XXe siècle », Pavillon Rhône-Alpes, Exposition universelle, Shanghai
  - « In a Violet Distance », Zürcher Studio, New York
- 2011 :
  - « Le dernier rivage », Carré Sainte-Anne, Montpellier
  - « Marc Desgrandchamps », Musée d’Art Moderne de la Ville de Paris
  - « Marc Desgrandchamps - Recent Painting » Galerie Dialogue Space, Pékin, Chine
  - Palindromes, Eigen+Art Lab, Berlin
- 2012:
  - « Marc Desgrandchamps »  Le Vog, Centre d’Art Contemporain de la ville de Fontaine, France
  - IXème Biennale de Shanghai, Shanghai, Chine
  - Zürcher Studio, New York, USA
  - « Palindromes », Eigen+Art Lab, Berlin
- 2013: Fondation pour l’art contemporain Claudine et Jean-Marc Salomon, Château d’Arenthon, Alex
- 2014: Atelier Michael Woolworth, Paris
- 2015:
  - Les Fragments de Pline l'Ancien, Bibliothèque d'ULM, Ecole Normale
  - Affiche des Internationaux de France de tennis 2016
  - Galerie Zurcher, Paris.
- 2016 : 
  - « Soudain hier[15] », Galerie Lelong,Paris
  - « Résonances[16] », Musée des Beaux-Arts, Caen
  - Leipziger Baumwollspinnerei, Leipzig - Allemagne
  - Galerie EIGEN + ART Leipzig - Allemagne
- 2017:
  - Musée des Beaux-Arts de Caen - France
  - Musée des Beaux-Arts, Rennes - France
- 2018:
  - Marc Desgrandchamps, Pablo Picasso, Barthélémy Toguo... Biarritz 1918 & 2018, Espace Bellevue, Biarritz, France
  - La figure seule, Marc Desgrandchamps, Château de Poncé, Sarthe, France
- 2019:
  - Jardins obscurs, Galerie Lelong & Co., Paris [17]
- 2023:
  - Marc Desgrandchamps, Silhouettes, Musée des Beaux-Arts de Dijon, Dijon, France[18]

## Collections (sélection)
- Musée d'art moderne de la ville de Paris, Paris, France
- Musée national d'art moderne, Centre national d'art et de culture Georges-Pompidou, Paris, France
- FRAC Ile-de-France  Le Plateau, Paris, France
- Fonds national d'art contemporain (FNAC), France
- Musée d'art contemporain de Lyon (macLYON), Lyon, France
- Musée des beaux-arts de Dijon, Dijon, France
- Musée de l’Abbaye Sainte‐Croix, Les Sables-d’Olonne, France
- Musée d’Art moderne et contemporain, Strasbourg, France
- Fondation Frieder Burda, Baden-Baden, Allemagne
- Today art museum, Pékin, Chine

## Écrits

### Catalogues
- 1987 : Vincent Corpet, Marc Desgrandchamps, Pierre Moignard, préface Bernard Ceysson, textes Fabrice Hergott et Didier Ottinger ; édité à l'occasion de l'exposition dans les Galeries contemporaines du Musée national d'art moderne, Centre Georges Pompidou, Paris, 63 p.
- 2004 : Marc Desgrandchamps, entretien avec Thierry Raspail et Isabelle Bertolotti, textes de Pierre Sterckx, Fabrice Hergott, Erik Verhagen et Benoît Decron, monographie, Flammarion, Paris  (ISBN 2-080113445), 160 p.
- 2006 : Marc Desgrandchamps, textes de Catherine Millet et Jean-Pierre Bordas (langues (fr) et (en)), exposition à l'Espace 315 du Musée national d’art moderne, Centre Georges-Pompidou, du 9 janvier au 6 mars, éditions du Centre Pompidou, Paris, 80 p.
- 2007 : Un état des choses, entretiens avec Frédéric Bouglé, à l’occasion de l’exposition au Creux de l’Enfer, du 13 juin au 16 septembre, collection Mes pas à faire, éditions Creux de l’enfer, Thiers, 183 p.
- 2007 : Marc Desgrandchamps. Gouaches 2001-2006, texte de Anne Bertrand (langues (fr) et (en)), exposition du musée Baron Martin, Gray, 2006, Crac, édition Montbéliard, 72 p.
- 2008 : Marc Desgrandchamps, essai de Frank Schmidt (langues (fr) et (en)) accompagné de 34 illustrations, exposition de la galerie Zürcher, Paris, du 19 janvier au 15 mars, coédition Panama musées et galerie Zürcher, 34 p.
- 2009 : Marc Desgrandchamps, textes par David Cohen (langue (en)), exposition au Zürcher Studio à New York, du 9 mai au 24 juin, éditions galerie Zürcher, 16 p.
- 2011 : Marc Desgrandchamps. Notes d’atelier, édition établie par Pascale Le Thorel, à l'occasion de l'exposition au Musée d’art moderne de la Ville de Paris, du 12 mai au 4 septembre, Actes Sud, 256 p.
- 2016 :  Marc Desgrandchamps. Soudain hier, Lelong Editions, coll. Repères, (langues (fr) et (en))  (ISBN 9782868821256), 80 p.
- 2017 :  Lignes. Ecrits et entretiens, de Marc Desgrandchamps, Lelong Editions, (langues (fr))

### Articles
- 2001 : art press, no 268 (mai), « Les fantômes liquides de Marc Desgrandchamps » par Richard Leydier, p. 29 à 33
- 2003 : 
  - « (R)appels », L'Œil, no 553 (décembre)
  - « Les Français présents en nombre », Le Journal des arts, no 168 (4 avril)
- 2006 : « Opération séduction », Le Journal des Arts, no 243 (22 septembre)
- 2007 : « Sous le soleil », Le Journal des arts, no 263 (6 juillet)
- 2008 : Chronique d'Olivier Céna sur Marc Desgrandchamps, Télérama, no 3029 (2 février)
- 2010 : « Le Maître du Suspense » par Olivier Cena, Télérama, no 3129 (2 janvier)
- 2011:
  - « Marc Desgrandchamps - Sous le soleil exactement» par Richard Leydier, Artpress.com (mai 2011)
  - « Marc Desgrandchamps - La carte des déserts» par Philippe Lançon, Libération (26 juillet 2011)
  - « Marc Desgrandchamps » par Olivier Cena, Télérama (juin 2011)
- 2017:
  - « L'énigme Desgrandchamps » par Elizabeth Vedrenne, Connaissance des Arts (janvier 2017)
  - « Galerie: Marc Desgrandchamps » par Philippe Dagen, Lemonde.fr (décembre 2016)

## Décorations
- Officier de l'ordre des Arts et des Lettres Il est promu au grade d’officier le 13 septembre 2016[19].